# Диас, Гонсало
Гонсало Орландо Диас Начар (исп. Gonzalo Orlando Díaz Nachar; 1 марта 1990, Годой-Крус, Аргентина) — аргентинский футболист, полузащитник клуба ФАДЕП.

## Клубная карьера
Диас — воспитанник клуба «Годой-Крус» из своего родного города. 15 марта 2009 года в матче против «Расинга» из Авельянеды он дебютировал в аргентинскую Примеру. Для получения игровой практики Гонсало на правах аренды перешёл в «Ланус», но за полгода на поле так и не вышел.
После неудачной аренды в «Ланусе» Диас перешёл в клуб второго дивизиона «Институто», также на правах аренды. 13 февраля 2010 года в поединке против КАИ он дебютировал в Примере B. 24 апреля в поединке против «Спортиво Итальяно» Гонсало забил свой первый гол в карьере. После возвращения в «Годой-Крус» Диас не получил шанса и вновь был отдан в аренду, сначала в «Расинг» из Кородовы, а затем в «Унион Сунчалес».
Летом 2012 года у Гонсало закончился контракт и он на правах свободного агента стал футболистом клуба «Дефенса и Хустисия». 8 сентября в матче против «Индепендьенте Ривадавия» он дебютировал за команду. 28 мая 2013 года в поединке против «Сармьенто» Диас забил свой первый гол за «Хустисию». В начале 2014 года он на правах аренды вернулся в свой родной клуб «Годой-Крус».
Летом того же года Гонсало подписал контракт с мексиканским клубом «Америка». 3 августа в матче против «Пуэблы» он дебютировал в мексиканской Примере, заменив во втором тайме Майкла Арройо. 18 сентября в поединке Лиги чемпионов КОНКАКАФ против пуэрто-риканского «Байямона» Диас забил свой первый гол за команду из Мехико. В начале декабря Гонсало получил тяжелую травму, но несмотря на это стал чемпионом Мексики. В 2015 году для получения игровой практики он на правах аренды вернулся в «Годой-Крус», а начале 2016 также на правах аренды присоединился к «Тихуане». 17 января в матче против «Дорадос де Синалоа» Диас дебютировал за новую команду, заменив во втором тайме Дайро Морено. 9 марта в поединке Кубка Мексики против «Атласа» он забил свой первый гол за «Тихуану».
Летом 2016 года после окончания аренды Гонсало на правах свободного агента перешёл в «Велес Сарсфилд». 27 августа в матче против «Химансия Ла-Плата» он дебютировал за новый клуб.

## Достижения
Командные
 «Америка» (Мехико)
- Чемпионат Мексики по футболу — Апертура 2014
- Обладатель Кубка чемпионов КОНКАКАФ — 2014/2015